# Kaple svatého Jana Nepomuckého (Bojnice)
Kaple svatého Jana Nepomuckého v Bojnicích vznikla v roce 1732 přestavbou původní renesanční dvoupodlažní brány hřbitova, který se nacházel v okolí kostela. 
Kaple, s bohatým zastoupením barokních prvků na fasádě, patří k významným umělecko-historickým objektům ve Starém městě. Uvnitř se nachází kamenná socha klečícího sv. Jana Nepomuckého, připisovaná sochaři baroka 18. století – Dionýsovi Stanettimu (původem z Kremnice), který umělecky pracoval v Bojnicích pro rod Pálffyů.